# R-13 (pocisk rakietowy)
R-3/R-13 – radziecki pocisk rakietowy przeznaczony do zwalczania celów powietrznych na krótkich dystansach, naprowadzany półaktywnym systemem radiolokacyjnym lub termicznie, w zależności od odmiany. Pocisk zaprojektowano na podstawie przechwyconych amerykańskich pocisków AIM-9 Sidewinder. W nomenklaturze NATO pocisk nosi oznaczenie AA-2 Atoll (z ang., atol). Pociski rodziny R-3/R-13 były szeroko używane przez Związek Radziecki i kraje członkowskie Układu Warszawskiego.

## Historia
24 września 1958 roku podczas walk powietrznych nad Cieśniną Tajwańską tajwańskie samoloty F-86 Sabre wystrzeliły w kierunku chińskich MiG-ów kilkanaście pocisków rakietowych AIM-9B Sidewinder, z których część nie trafiła w cel, ale spadła na terytorium chińskie. W toku poszukiwań, armia chińska odnalazła i skompletowała fragmenty trzech rakiet, które przekazano delegacji radzieckich specjalistów, a następnie przetransportowano do Związku Radzieckiego w celu zbadania. Istnieje również wersja mówiąca o bezpośrednim trafieniu chińskiego myśliwca MiG-17 przez pocisk Sidewinder, który nie eksplodował, ale zakleszczył się w kadłubie MiG-a i został odzyskany po wylądowaniu, jednak jest ona kwestionowana.
Po pozyskaniu pocisku Sidewinder, radzieckie biura konstrukcyjne OKB-134 i NII-2 rozpoczęły prace badawcze zmierzające do opracowania podobnego pocisku drogą inżynierii wstecznej. Zdobyty pocisk posiadał wiele innowacji technologicznych nieznanych w Związku Radzieckim, będąc jednocześnie prostym w produkcji i użytkowaniu. W porównaniu do Sidewindera, radzieckie pociski kierowane były bardzo skomplikowane, a ich produkcja pochłaniała bardzo wiele cennych surowców. System naprowadzania na podczerwień w pocisku Sidewinder posiadał żyroskopy o dużo mniejszych rozmiarach niż analogiczne radzieckie, a systemy kierowania były nieporównywalnie lepsze.

## Odmiany pocisku
- R-3 — w 1957 przyjęto propozycję budowy kopii pocisku Sidewinder pod nazwą R-13. Zlecenie opracowania pocisku otrzymało biuro OKB-134, a głowicy naprowadzającej biuro CKB "Geofizika". W 1960 rozpoczęto produkcję seryjną pocisku oznaczonego jako R-3 (lub obiekt 310), zdolnego do atakowania celów powietrznych tylko z tylnej półsfery.
- R-3S — w 1961 rozpoczęto produkcję seryjną pocisku R-13, a w 1962 pod oznaczeniem R-3S przyjęto do uzbrojenia samolotów MiG-21F i MiG-21PF. Był to pierwszy radziecki pocisk rakietowy produkowany masowo, który jednak okazał się gorszy od pierwowzoru. Do uchwycenia celu przez R-3S było potrzeba 2 razy więcej czasu niż w przypadku Sidewindera.[potrzebny przypis] Zasięg pocisku wynosił do 8 km, a pułap przechwytywania od 1000 do 20000 metrów. R-3S posiadał odłamkowo-burzącą głowicę bojową ze zbliżeniowym zapalnikiem fotoelektrycznym.
- R-3R — opracowana w 1961 roku wersja pocisku do przechwytywania celów na dużych pułapach naprowadzana półaktywną głowicą radiolokacyjną, która została wprowadzona na uzbrojenie samolotów MiG-21MB i MiG-21bis w 1966 roku. Pocisk został oznaczony jako R-3R (lub obiekt 320) i był zdolny do przechwytywania celów na pułapie do 21000 metrów w odległości od 300 metrów do 15 km. Wersja ta została oznaczona w kodzie NATO jako AA-2B Advanced Atoll (ang. - zaawansowany)
- R-3U — (od ros. учебный - szkolny), treningowa wersja pocisku bez możliwości wystrzeliwania, wyposażona tylko w systemy naprowadzania. Służyła do ćwiczeń namierzania celu.
- R-13M — opracowana pod koniec lat 60. wersja pocisku z systemem naprowadzającym chłodzonym ciekłym azotem i nowym radiowym zapalnikiem zbliżeniowym.
- R-13M1 — ostatnia zmodyfikowana wersja zdolna do atakowania celów manewrujących z przeciążeniami do 6 g.

## Użycie bojowe
Pociski rakietowe R-3/R-13 były używane podczas wojny wietnamskiej od 1970 roku, oraz podczas konfliktu w Egipcie w 1973. Wszystkie odmiany pocisków dostarczano do takich krajów jak Afganistan, Algieria, Angola, Azerbejdżan, Bangladesz, Białoruś, Kambodża, Chiny, Chorwacja, Kongo, Kuba, Czechy, Egipt, Etiopia, Finlandia, Gruzja, Gwinea, Węgry, Indie, Irak, Kazachstan, Korea Północna, Laos, Libia, Madagaskar, Mali, Mołdawia, Mongolia, Mozambik, Nigeria, Peru, Polska, Rumunia, Słowacja, Somalia, Sudan, Syria, Ukraina, Wietnam, Jemen i Jugosławia (Serbia i Czarnogóra).
Obecnie pocisk nadal pozostaje na uzbrojeniu wielu mniejszych krajów. Produkcję licencyjną R-3 pod nazwą A-91 prowadzono w Rumunii, a jako PL-2 w Chinach. Zmodyfikowane chińskie wersje pocisków oznaczono jako PL-3 i PL-5.